# Лук широкостебельный
Лук широкостебельный (лат. Allium platycaule) — вид травянистых растений рода Лук (Allium) семейства Амариллисовые (Amaryllidaceae).

## Распространение
Ареал охватывает северо-восточную Калифорнию и близлежащие районы Орегона и Невады. Произрастает на возвышенных склонах высотой 1500—2500 м.

## Ботаническое описание
Травянистый, луковичный многолетник. Стебель уплощенный, с 2 крылатыми ребрами, 7—10 см высотой и 6 мм шириной. Луковица удлинённая, до 25—30 мм диаметром, с черноватыми оболочками. Листья в числе 3—5, сближенные у основания стебля, плоские, мясистые, линейные, до 19 см длиной и до 1,5 см шириной, гладкие, серповидно-отогнутые или с острым, загибающим концом, длиннее стебля.
Чехол коротко заостренный, до 3 см длины, почти в 2 раза короче зонтика, остающийся. Зонтик пучковатый, густой, немногоцветковый, диаметром до 6,5 см. Цветоножки обычно равные, толстые, немного длиннее околоцветника. Листочки звездчатого околоцветника розово-пурпурные (лиловые), линейно-продолговатые, узкие, 12—14 мм длиной и до 1,5—2 мм шириной, обычно после цветения несколько скручивающиеся во внутрь, концы вниз отогнутые. Диаметр цветка — до 2,5—3 см. Нити тычинок в два раза короче листочков околоцветника. Пыльники желтые. Завязь на короткой ножке. Тычинки и пестик сильно выдаются из околоцветника.